# Spanische Fußballnationalmannschaft (U-20-Frauen)
Die spanische U-20-Fußballnationalmannschaft der Frauen repräsentiert Spanien im internationalen Frauenfußball. Die Nationalmannschaft untersteht der Real Federación Española de Fútbol und wird von Sonia Bermúdez trainiert. Der Spitzname der Mannschaft ist Rojita.

## Geschichte
Die Auswahl bestreitet die U-20-Weltmeisterschaft, das einzige offizielle Turnier, welches gegenwärtig in dieser Altersklasse für Mannschaften des europäischen Kontinentalverbandes zugänglich ist. Die Qualifikation für das Turnier erfolgt über die U-19-Europameisterschaft. Als U-19-Vize-Europameister von 2015 qualifizierte sich die spanische Auswahl erstmals für eine WM-Endrunde, wo sie im Viertelfinale dem späteren Weltmeister Nordkorea mit 2:3 nach Verlängerung unterlag.
Zwei Jahre später standen die Spanierinnen als amtierender Europameister erneut in der WM-Endrunde und erreichte erstmals das Finale, wo das Team jedoch gegen Japan mit 1:3 verlor. Die spanische Mannschaftskapitänin Patricia Guijarro wurde mit sechs Treffern Torschützenkönigin und zur besten Spielerin des Turniers ernannt.
Bei der U-20-Weltmeisterschaft 2022 gelang der spanischen Auswahl schließlich die Revanche für die Finalniederlage vier Jahre zuvor, als sie im Endspiel erneut Japan gegenüberstand und mit einem 3:1-Sieg ihren ersten WM-Titel in dieser Altersklasse gewann. Torjägerin Inma Gabarro wurde mit acht Treffern Torschützenkönigin, die erst 17-jährige Torfrau Txell Font erhielt die Auszeichnung als beste Torhüterin des Turniers.

## Turnierbilanz

### Weltmeisterschaft
| Jahr   | Gastgeber       | Platzierung        |
| ------ | --------------- | ------------------ |
| 2002   | Kanada          | nicht qualifiziert |
| 2004   | Thailand        | Gruppenphase       |
| 2006   | Russland        | nicht qualifiziert |
| 2008   | Chile           | nicht qualifiziert |
| 2010   | Deutschland     | nicht qualifiziert |
| 2012   | Japan           | nicht qualifiziert |
| 2014   | Kanada          | nicht qualifiziert |
| 2016   | Papua-Neuguinea | Viertelfinale      |
| 2018   | Frankreich      | Vize-Weltmeister   |
| 2020 1 | Costa Rica 1    | – 1                |
| 2022   | Costa Rica      | Weltmeister        |
| 2024   | Kolumbien       | Viertelfinale      |
| 2026   | Polen           | qualifiziert       |

## Spielerinnen
| Spiele | Spielerin         | Jahre     |
| ------ | ----------------- | --------- |
| 10     | Patricia Guijarro | 2016–2018 |
| 10     | Carmen Menayo     | 2016–2018 |
| 9      | Aitana Bonmatí    | 2016–2018 |
| 9      | Maite Oroz        | 2016–2018 |
| 6      | Laia Aleixandri   | 2018–     |
| 6      | Candela Andújar   | 2018–     |
| 6      | Catalina Coll     | 2018–     |
| 6      | Damaris Egurrola  | 2018–     |
| 6      | Lucía García      | 2016–2018 |
| 6      | Eva Navarro       | 2018–     |
| 6      | Berta Pujadas     | 2018–     |

| Tore | Spielerin         | Jahre     |
| ---- | ----------------- | --------- |
| 8    | Inma Gabarro      | 2022–     |
| 7    | Patricia Guijarro | 2016–2018 |
| 4    | Lucía García      | 2016–2018 |
| 2    | Mariona Caldentey | 2016      |
| 2    | Aitana Bonmatí    | 2016–2018 |